# Mionochroma elegans
Mionochroma elegans är en skalbaggsart som först beskrevs av Olivier 1790.  Mionochroma elegans ingår i släktet Mionochroma och familjen långhorningar.
Artens utbredningsområde är:
- Guadeloupe.
- Dominica.

Inga underarter finns listade i Catalogue of Life.